# 阿爾斯蘭貝克·阿奇洛夫
阿爾斯蘭貝克·阿奇洛夫（英語：Arslanbek Achilov，1993年7月1日—）為土庫曼中量級拳擊運動員。參加2016年夏季奧林匹克運動會拳擊比賽，於第一輪止步。他也曾參加2014年亞洲運動會，結果止步於八強賽。